# Шпортпарк Ронхоф
«Шпортпарк Ронхоф Томас Зоммер» (нем. Sportpark Ronhof Thomas Sommer) — футбольный стадион в городе Фюрт, земля Бавария, являющийся домашним стадионом для команды «Гройтер Фюрт».

## Описание
Стадион был открыт 11 сентября 1910 года под названием Sportplatz am Ronhofer Weg gegenüber dem Zentral-Friedhof (рус. Спортивный стадион на улице Ронхофер, напротив центрального кладбища), и в настоящее время вмещает 16 626 посетителей. После известия о продвижении «Гройтера» в первую Бундеслигу летом 2012 года владелец стадиона распространил информацию о том, что на южной трибуне будет добавлено 3000 мест, для того, чтобы повысить примерную вместимость до 19500 болельщиков.

## Иллюстрации

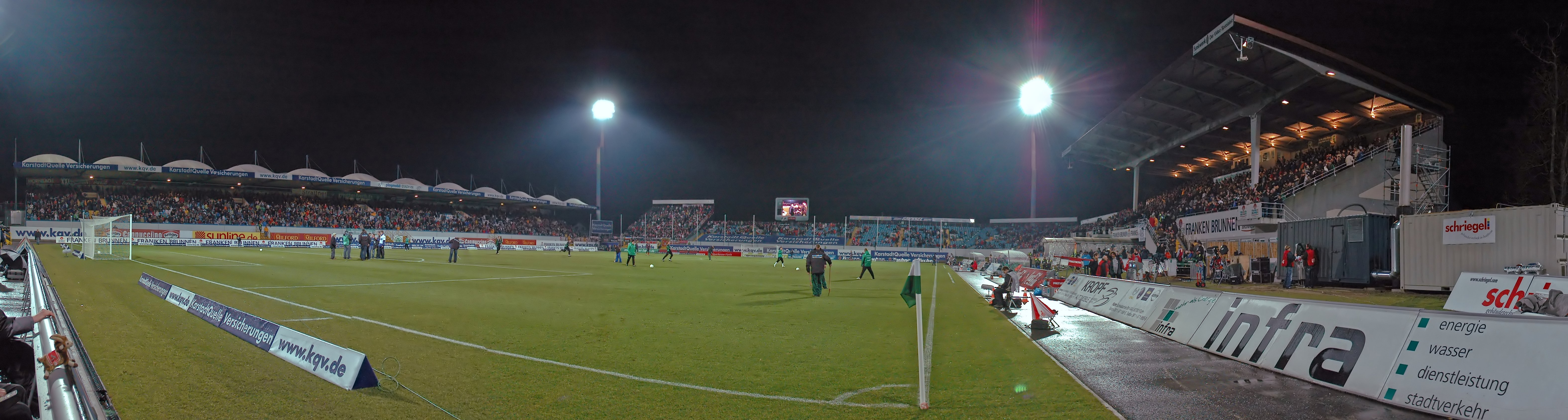
Стадион в феврале 2008 года (тогда носил название Playmobil-Stadion). Панорамный вид.